# Îlot de Fora
Pour les articles homonymes, voir Fora.
Ne doit pas être confondu avec Îlot de Fora (Porto Santo).
L'îlot de Fora, en portugais Ilhéu de Fora, est une île inhabitée faisant partie des îles Selvagens, située dans l'Océan Atlantique nord, archipel dépendant de la région autonome de Madère (Portugal).
Il se situe à environ 300 kilomètres de Madère et à 160 kilomètres au nord des îles Canaries. L'îlot a une superficie de huit hectares pour une altitude maximale de 18 mètres. C'est le point le plus extrême au sud du Portugal.

## Faune et flore
L'îlot de Fora et Selvagem Pequena ont gardé une couverture végétale dans leur état naturel, car ces îles n'ont jamais subi l'introduction de plantes ou d'animaux, ce sont ces véritables fenêtres du passé.
Un fait intéressant est l'existence d'un coléoptère endémique de l'îlot, le Deuchalion oceanicus qui vit exclusivement associé à une plante hôte, également endémique, l'Euphorbia anachoreta.